# Morpho theseus
Morpho theseus är en fjärilsart som beskrevs av Deyrolle 1860. Morpho theseus ingår i släktet Morpho och familjen praktfjärilar. Inga underarter finns listade i Catalogue of Life.

## Bildgalleri

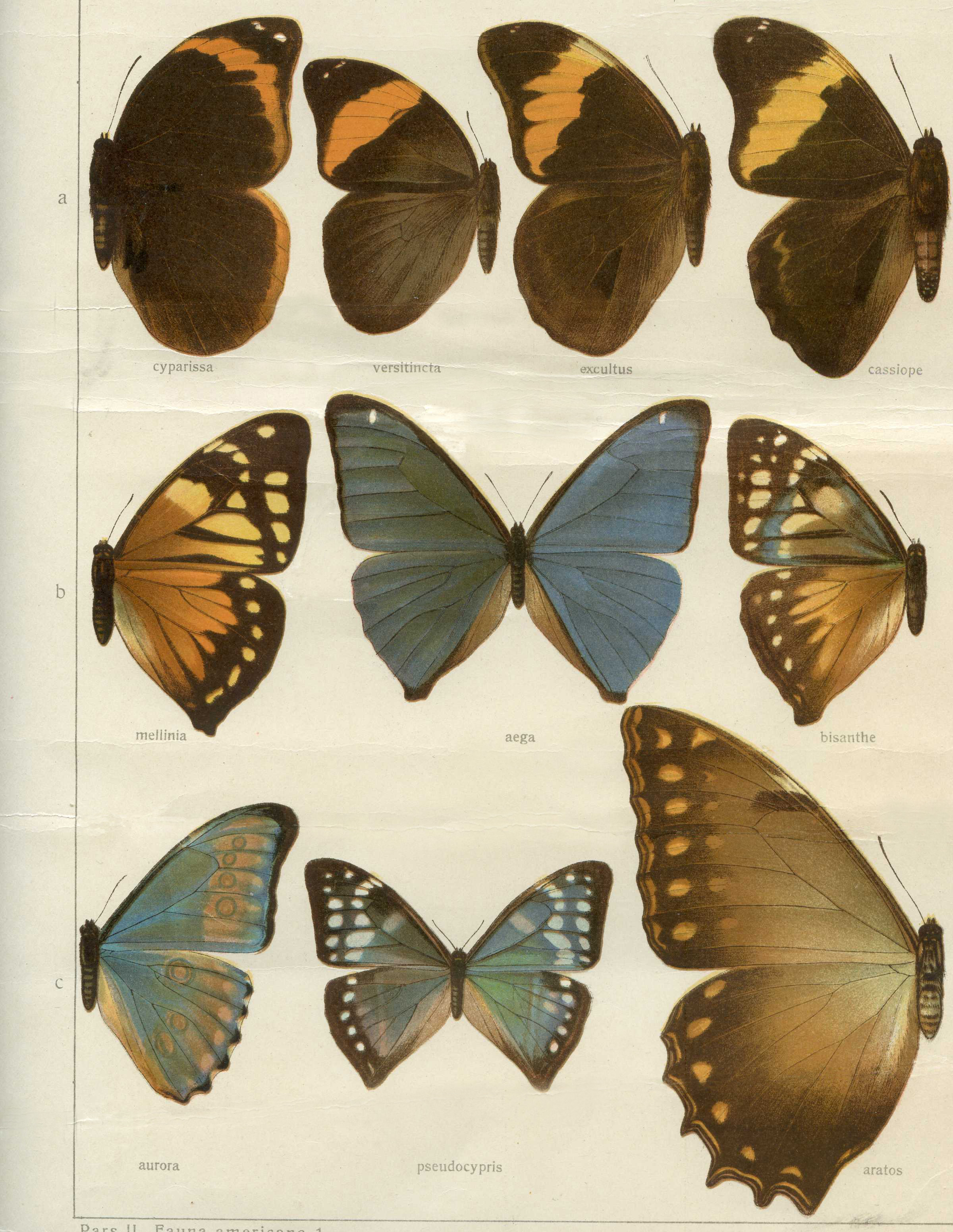